# Vilouchada
Vilouchada (llamada oficialmente San Vicenzo de Vilouchada) es una parroquia y una aldea española del municipio de Trazo, en la provincia de La Coruña, Galicia.

## Entidades de población
Entidades de población que forman parte de la parroquia:
- A Cerdeira
- Barco (O Barco)
- O Casal
- O Gandaral
- Parapar
- Pedrouzo (O Pedrouzo)
- Penela (A Penela)
- Santa Eufemia
- Vilamide
- Vilouchada

## Despoblado
- A Irexe

## Demografía

### Parroquia
| Gráfica de evolución demográfica de Vilouchada (parroquia) entre 2000 y 2019 |
|                                                                              |
| Datos según el nomenclátor publicado por el INE.                             |

### Aldea
| Gráfica de evolución demográfica de Vilouchada (aldea) entre 2000 y 2019 |
|                                                                          |
| Datos según el nomenclátor publicado por el INE.                         |